# Winter van 1978-1979
In Nederland was de winter van 1978-1979 van een opmerkelijk strenge aard. De winter kenmerkte zich door een flink aantal koude perioden, waarvan een met zeer strenge vorst (31 december 1978 – 6 januari 1979). De eerste koudeperiode viel reeds eind november/begin december; de laatste pas in maart 1979. Ongewoon waren verder vooral twee naar Nederlandse maatstaven zeer spectaculaire sneeuwstormen. Bijzonder was ook de vele keren dat het in deze winter heeft geijzeld.
De winter als geheel had een gemiddelde temperatuur van -0,8 °C, waarmee het in Nederland de op vijf na koudste winter van de 20e eeuw was. De winter had een koudegetal van 205,7.

## Sneeuwstorm van 30 december 1978
De sneeuwstorm die van 26 december tot 1 januari vooral in het zuidwestelijke Oostzee-gebied woedde trok op zaterdag 30 december ook over Nederland. Het opmerkelijkst was de temperatuurgrens. Voor het sneeuwfront uit lag die nog boven nul na vrij veel regenval in de nacht, terwijl het in een uur tijd ineens hard ging vriezen. Op 31 december 1978 was de maximumtemperatuur zelfs midden op de dag min 10 graden zodat er een nog veel lagere gevoelstemperatuur ontstond. Het vliegverkeer kon Schiphol een paar dagen lang niet meer bereiken en moest uitwijken naar o.a. Düsseldorf. De ergste schade was echter in Noord-Duitsland en Zuid-Denemarken. In Sleeswijk-Holstein hield deze sneeuwstorm ruim vier dagen aan.

## Sneeuwstorm van 2 januari 1979
Nadat het op maandag 1 januari 1979 rustig weer was geweest werd het op dinsdag 2 januari weer erg onstuimig. Er woedde in de loop van de dag weer een zware sneeuwstorm die in vrijwel het gehele land het verkeer maar ook het openbare leven lam legde. De daaropvolgende nachten werden gekenmerkt door zeer lage temperaturen door het aanwezige sneeuwdek.

## Sneeuwstorm van 14 februari 1979
De sneeuwstorm van 14 februari 1979 was de zwaarste sneeuwstorm van de 20e eeuw in Nederland.